# Charlie Conord
Charlie Conord –también escrito como Charly Conord– (Ambilly, 28 de julio de 1990) es un deportista francés que compite en ciclismo en la modalidad de pista. Ganó una medalla de bronce en el Campeonato Europeo de Ciclismo en Pista de 2016, en la prueba de keirin.

## Medallero internacional
| Campeonato Europeo | Campeonato Europeo      | Campeonato Europeo | Campeonato Europeo |
| Año                | Lugar                   | Medalla            | Competición        |
| ------------------ | ----------------------- | ------------------ | ------------------ |
| 2016               | Saint-Quentin (Francia) | Medalla de bronce  | Keirin             |